# Umweltrating
Umweltrating ist eine Schweizer Online-Wahlhilfe (engl. Voting advice application). Diese berechnet jedes Jahr aufs Neue, wie umweltfreundlich im Schweizer Nationalrat abgestimmt worden ist. Das Rating kann auf Ebene der einzelnen Politikern, auf Ebene der Parteien oder nach Zeitpunkt eingesehen werden. Die Dienste werden durch die Umweltallianz und weitere Umweltorganisationen aufbereitet und werden seit 2011 angeboten. Die Umweltallianz ist ein loser Zusammenschluss der vier grossen Umweltorganisationen Greenpeace, Pro Natura, VCS und WWF. Umweltrating wird in den Sprachen Deutsch, Französisch und Italienisch angeboten.

## Systematiken und Methoden
Außer in den Jahren mit eidgenössischen Wahlen wird jährlich im November ein aktuelles Rating veröffentlicht. Dieses Jahresrating berücksichtigt jeweils das Stimmverhalten von der Wintersession des Vorjahres bis zur Herbstsession. Immer im Sommer vor den eidgenössischen Wahlen zieht das Umweltrating eine Gesamtbilanz über die ganze Legislatur (Legislaturrating). Das Rating der 50. Legislatur (2015–2019) wurde Anfang September 2019 veröffentlicht. Gleichzeitig wurde auch ein Rating der Wahlversprechen der Kandidierenden für die Parlamentswahlen 2019 publiziert.
Umweltrating nimmt einerseits ein Rating des Abstimmungsverhaltens und andererseits ein Rating der Wahlversprechen vor. Für das Rating des Abstimmungsverhaltens identifiziert ein Expertenteam der Umweltorganisationen zuerst alle umweltrelevanten Abstimmungen im Parlament. Umweltrelevante Abstimmungen sind zum Beispiel solche, die konkrete und grosse Umweltwirkung in einem Themenbereich haben, der zu den Kernanliegen der Umweltorganisationen gehört. In einem nächsten Schritt wird für alle Nationalräte ein Umweltfreundlichkeitswert berechnet. Für die Berechnung des Umweltfreundlichkeitswertes wird die Differenz der Stimmen für die Umwelt und der Stimmen gegen die Umwelt in das Verhältnis der Gesamtzahl der möglichen Abstimmungen gesetzt. Für das Rating der Wahlversprechen werden die Kandidierenden zu einer Auswahl von Fragen befragt, welche die wichtigsten Themen der kommenden Legislatur sowie die Interessen-Schwerpunkte der beteiligten Organisationen abdecken. Dabei geben umweltfreundliche Antworten 4, eher umweltfreundliche Antworten 3, eher nicht umweltfreundliche Antworten 1 und nicht umweltfreundliche Antworten 0 Punkte. Anschliessend wird die Punktesumme durch die maximale Gesamtpunktzahl geteilt, wodurch sich ein Prozentwert von 0 % (nicht umweltfreundlich) bis 100 % (umweltfreundlich) ergibt.

## Verwendung
Die Ratings werden zum Beispiel von politischen Organisationen dazu verwendet, die Position von Politikern zu spezifischen Themen zu rapportieren. So veröffentlichte zum Beispiel die Organisation CARPE (Coordination régionale pour un aéroport urbain, respectueux de la population et de l’environnement) die Position der Kandidaten zum Ausbau des Genfer Flughafens im Zusammenhang mit den Regierungsratswahlen im Kanton Genf 2018.
Ein anderes Beispiel ist der Vergleich der Umweltfreundlichkeit der amtierenden und kandidierenden Mandatsträger zwischen der 50. und der 51. Legislatur. So wurde berechnet, dass sich alle Parteien in der 51. Legislatur stärker für Anliegen der Umwelt einsetzen wollen als in der 50. Legislatur.